# 中共廣東省委黨校
中共廣東省委黨校，加挂廣東行政學院牌子，為中共廣東省委的黨校，地址在廣東省廣州市越秀區建設新村建設大馬路3號。前身為中共中央華南分局黨校，對外公開名稱為廣東革命幹部學校，創辦於1950年3月。1955年7月更名為中共中央第六中級黨校。1956年10月更名為中共廣東省委黨校。文革期間停辦，1972年2月省委決定復辦省委黨校，方方、王首道、習仲勳等曾先後兼任校長。廣東行政學院前身是廣東行政管理幹部學院，1990年1月更名為廣東行政學院。2001年8月廣東行政學院與廣東省委黨校合併，實行一個機構兩塊牌子的管理體制。
23°08′07″N 113°16′32″E / 23.1352°N 113.2756°E